# Inno della Repubblica Socialista Sovietica Lettone
L’Inno della RSS Lettone (in lettone Latvijas Padomju Sociālistiskās Republikas himna) fu l'inno nazionale della Repubblica Socialista Sovietica Lettone. La musica venne composta da Anatols Liepiņš ed il testo venne scritto da Fricis Rokpelnis e  Jūlijs Vanags. L'inno fu adottato dal 1945 fino al 1991, anno in cui la Lettonia adottò come proprio inno "Dievs, svētī Latviju".

## Testo
| Lettone | Cirillico lettone (non ufficiale) | Trascrizione AFI | Traduzione italiana |
| Šai zemē visdārgā mēs brīvību guvām, Te paaudžu paaudzēm laimīgam dzimt, Te šalc mūsu jūra, te zied mūsu druvas, Te skan mūsu pilsētas, Rīga te dimd. Padomju Latvija mūžos lai dzīvo, Spoža lai Padomju vainagā mirdz! Mēs cēlāmies, verdzības važas lai rautu, Par gadsimtu cīņām ik vieta vēl teic. Vien biedros ar diženās Krievzemes tautu Mēs kļuvām par spēku, kas pretvaru veic. Padomju Latvija mūžos lai dzīvo, Spoža lai Padomju vainagā mirdz! Pa Ļeņina ceļu uz laimi un slavu Ar Oktobra karogu iesim mūždien. Mēs sargāsim Padomju Tēvzemi savu Līdz pēdējai asiņu lāsei ikviens. Padomju Latvija mūžos lai dzīvo, Spoža lai Padomju vainagā mirdz! | Шај земе̄ висда̄рга̄ ме̄с брӣвӣбу гува̄м, Те паауџу паауѕе̄м лајмӣгам ѕимт, Те шалц мӯсу јӯра, те зјед мӯсу друвас, Те скан мӯсу пилсе̄тас, Рӣга те димд. Падомју Латвија мӯжос лај ѕӣво, Спожа лај Падомју вајнага̄ мирѕ! Ме̄с це̄ла̄мјес, верѕӣбас важас лај рауту, Пар гадсимту цӣња̄м ик вјета вел тејц. Вјен бједрос ар дижена̄с Крјевземес тауту Мес кљувам пар спе̄ку, кас претвару вејц. Падомју Латвија мӯжос лај ѕӣво, Спожа лај Падомју вајнага̄ мирѕ! Па Љењина цељу уз лајми ун славу Ар Октобра карогу јесим мӯждјен. Ме̄с сарга̄сим Падомју Те̄вземи саву Лӣѕ пе̄де̄јај асињу ла̄сеј иквјенс. Падомју Латвија мӯжос лај ѕӣво, Спожа лај Падомју вајнага̄ мирѕ! | [ʃaj zɛmɛː vizdaːrgaː mɛːz briːviːbu guvaːm ǀ] [tɛ paːwd͡ʒu paːwd͡zɛːm lajmiːgam d͡zimt ǀ] [tɛ ʃalt͡s muːsu juːra ǀ tɛ zjɛd muːsu druvas ǀ] [tɛ skam muːsu pilsɛːtas ǀ riːga tɛ dimd ‖] [padʷɔmʲu latvija muːʒʷɔs laj d͡ziːvʷɔ ǀ] [spʷɔʒa laj padʷɔmʲu vajnagaː mird͡z ‖] [mɛːs t͡sɛːlaːmjɛs ǀ værd͡ziːbaz vaʒas laj rawtu ǀ] [par gad͡zimtu t͡siːɲaːm ig vjɛta vɛːl tɛjt͡s ǁ] [vjɛm bjɛdrʷɔs ar diʒɛnaːs krjɛvzɛmɛs tawtu] [mɛːs kʎuvaːm par spɛːku ǀ kas prɛtvaru vɛjt͡s ǁ] [padʷɔmʲu latvija muːʒʷɔs laj d͡ziːvʷɔ ǀ] [spʷɔʒa laj padʷɔmʲu vajnagaː mird͡z ‖] [pa ʎɛɲina t͡sɛʎu uz lajmi un slavu] [ar ɔktɔbra karʷɔgu jɛsim muːʒdjɛn ‖] [mɛːs sargaːsim padʷɔmʲu tɛːvzɛmi savu] [liːt͡s pɛːdɛːjaj asiɲu laːsɛj igvjæns ‖] [padʷɔmʲu latvija muːʒʷɔs laj d͡ziːvʷɔ ǀ] [spʷɔʒa laj padʷɔmʲu vajnagaː mird͡z ‖] | In questa cara terra, noi guadagnammo la libertà Generazioni dopo generazioni nasceranno in felicità Mormora il nostro mare, fiorisce la nostra terra Le nostre città suonano, Riga sta scalpitando Ritornello: Che viva la Lettonia sovietica per sempre Che le si permetta di splendere brillante sotto corona sovietica. Noi la colorammo di rosa spezzando le catene della schiavitù Dopo secoli di lotte, è detto in ogni luogo Solamente insieme al popolo russo Noi diveniamo un potere che vince la forza avversa. Ritornello Seguiamo la strada di Lenin per la felicità e la gloria Con la bandiera d'Ottobre noi andremo per sempre. Noi proteggeremo il nostro Soviet, Fino all'ultima goccia del nostro sangue. Ritornello (x2) |